# Хафтор Бьёрнссон
Ха́фтор Ю́лиус Бьёрнссон (исл. Hafþór Júlíus Björnsson; род. 26 ноября 1988, Рейкьявик) — исландский спортсмен и актёр, победитель (2018) и многократный призёр соревнований за звание «Самый сильный человек планеты».

## Биография
Хафтор Юлиус Бьёрнссон родился 26 ноября 1988 года в Рейкьявике, Исландия. Его большой рост (206 см) для его семьи является нормой: рост отца и матери — 203 см, а деда — 207 см. Хафтор учился в колледже Брейдхолт.
C 2018 года женат на Келси Хенсон. 26 сентября 2020 года у пары родился сын Стормур Магни Хафторcсон.

## Спортивная карьера

### Силовой экстрим
Начал профессиональную спортивную карьеру в 2006 году в качестве баскетболиста. Играл на месте центрового за исландские клубы «K.R. Basket Reykjavík» (2006—2007) и «FSu Selfoss basketball» (2007—2008). С 2008 года после травмы колена покинул баскетбол и переквалифицировался на силовой экстрим.
Десять раз (с 2010 по 2020 год) признавался самым сильным человеком Исландии.

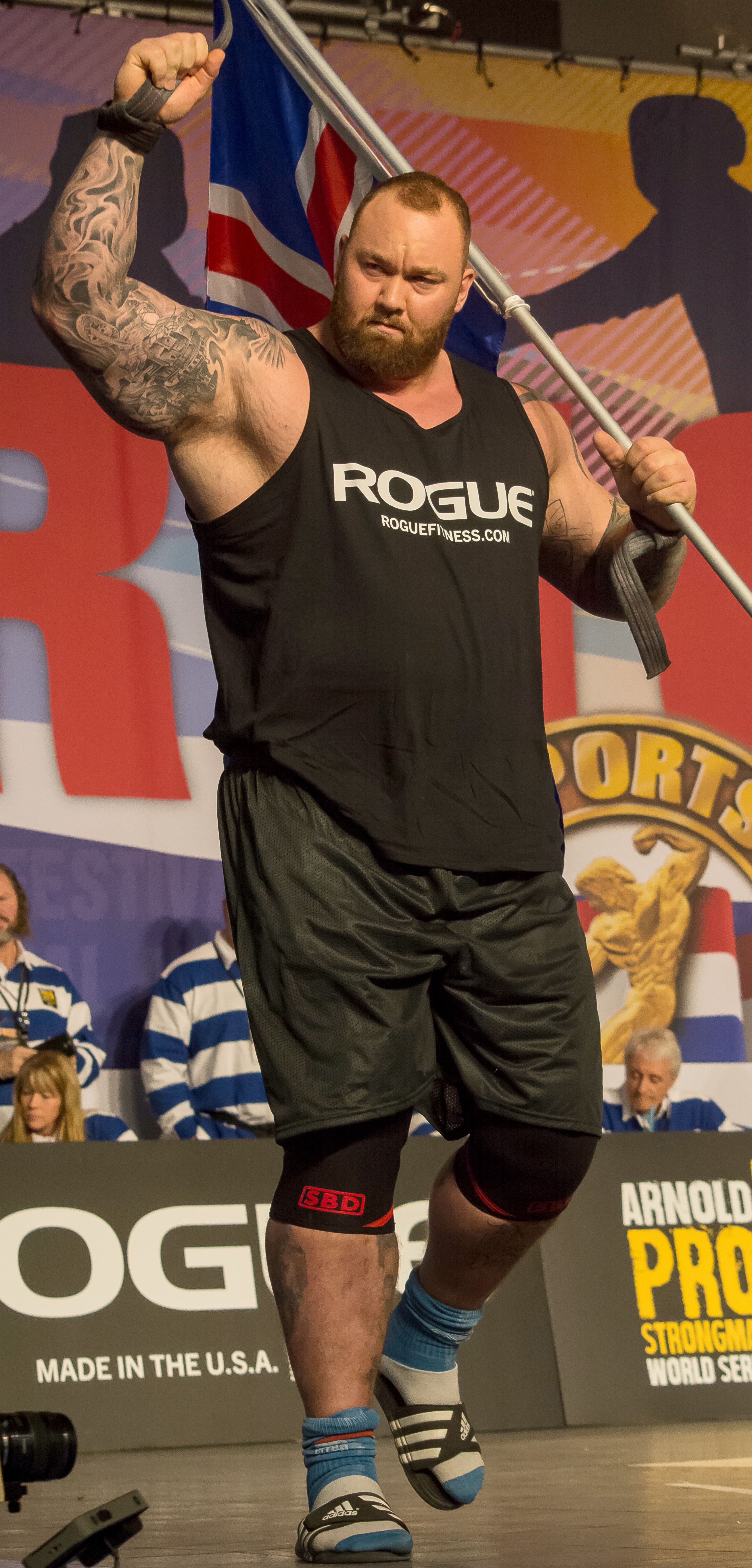
На турнире «Арнольд Классик», 2017 год

В 2015 году Бьёрнссон провёл спарринг с Конором Макгрегором.
31 января 2015 года Бьёрнссон побил тысячелетний рекорд на соревнованиях «Сильнейший викинг мира» в Норвегии, протащив 650-килограммовое 10-метровое бревно на 5 шагов вперёд. Прежний рекорд был установлен в начале X века исландским викингом Ормом Сторолфссоном по прозвищу Орм Сильный, который пронёс на себе корабельную мачту аналогичного веса на три шага, прежде чем сломать спину.
2 мая 2020 года Бьёрнссон установил новый мировой рекорд в становой тяге, подняв штангу весом 501 кг с использованием комбинезона и лямок.
Результаты в силовом экстриме
| Соревнование             | 2011 | 2012 | 2013 | 2014 | 2015 | 2016 | 2017 | 2018 | 2019 | 2020 |
| ------------------------ | ---- | ---- | ---- | ---- | ---- | ---- | ---- | ---- | ---- | ---- |
| World's Strongest Man    | 6    | 3    | 3    | 2    | 3    | 2    | 2    | 1    | 3    | —    |
| Arnold Strongman Classic | —    | 10   | 8    | 5    | 7    | 5    | 2    | 1    | 1    | 1    |
| Europe's Strongest Man   | —    | —    | —    | 1    | 1    | 2    | 1    | 1    | 1    | —    |

### Профессиональный бокс
15 января 2021 года в Дубае состоялся дебютный боксёрский бой Хафтора против британского профессионального боксёра Стивена Уорда. Бой был выставочный, поэтому его результатом стала ничья. В мае 2021 года провёл второй выставочный бой против британского боксёра Саймон Валлили.
В сентябре 2021 года провёл бой против канадского армрестлера Девона Ларратта, победив техническим нокаутом.
В марте 2022 года состоялся бой против британского стронгмена Эдди Холла, в котором победил Хафтор.
Результаты в профессиональном боксе
| Сводная информация по профессиональным рекордам |         |             |
| 4 боёв                                          | 2 побед | 0 поражений |
| По нокауту                                      | 1       | 0           |
| По решению                                      | 1       | 0           |
| Ничья                                           | 2       | 2           |

| № | Результат | Рекорд | Противник      | Тип | Раунд, время | Дата             | Место      |
| - | --------- | ------ | -------------- | --- | ------------ | ---------------- | ---------- |
| 4 | Победа    | 2-0-2  | Эдди Холл      | UD  | 6            | 19 марта 2022    | Дубай, ОАЭ |
| 3 | Победа    | 1-0-2  | Девон Ларратт  | TKO | 1 (6), 2:00  | 18 сентября 2021 | Дубай, ОАЭ |
| 2 | Ничья     | 0-0-2  | Саймон Валлили | D   | 4            | 28 мая 2021      | Дубай, ОАЭ |
| 1 | Ничья     | 0-0-1  | Стивен Уорд    | D   | 3            | 16 января 2021   | Дубай, ОАЭ |

## Актёрская карьера
В августе 2013 года был утверждён на роль Григора «Горы» Клигана в 4 сезоне сериала «Игра престолов». Снимался в сериале до 2019 года, сыграв в 17 эпизодах. За эту роль получил премию «CinEuphoria Awards» (2020), а также номинации на премию «Gold Derby Awards» в категории «Лучший актёрский ансамбль года» и «Премию Гильдии киноактёров США» в категории «Лучший актёрский состав в драматическом сериале» (2018).

## Фильмография
| Год       |   | Русское название       | Оригинальное название | Роль           |
| --------- | - | ---------------------- | --------------------- | -------------- |
| 2014—2019 | с | Игра престолов         | Game of Thrones       | Григор Клиган  |
| 2017      | ф | Кикбоксер возвращается | Kickboxer Retaliation | Монгкут        |
| 2018      | ф | Зона 261               | Zon 261               | «Большой Джон» |
| 2019      | с |                        | Chad Goes Deep        | камео          |
| 2019      | ф | Война Фараона          | Hamlet Pheroun        | Фрэнк          |
| 2022      | ф | Варяг                  | The Northman          | Торфинн        |
| 2023      | ф | Долгожданный рассвет   | Finalmente l'alba     | Тот            |